# Kemnath (Postbauer-Heng)
Kemnath ist ein Ortsteil des Marktes Postbauer-Heng im Oberpfälzer Landkreis Neumarkt in der Oberpfalz. 

## Geographie
Das Dorf liegt unweit westlich vom Hauptort Postbauer-Heng. Am nordöstlichen Ortsrand verläuft die Kreisstraße NM 6 und südlich die Staatsstraße 2402.

## Baudenkmäler
In der Liste der Baudenkmäler in Postbauer-Heng sind für Kemnath zwei Baudenkmäler aufgeführt.